# Skoftebyn

Skoftebyn är en stadsdel i södra Trollhättan, som främst består av enfamiljshus; flerfamiljshusen är få. I Skoftebyn finns till exempel Slätthult med elljusspår, flera skolor och idrottsföreningar. Stadsdelen byggdes i stora delar upp som egna bostäder av de arbetare som arbetade vid "Verksta'n", det vill säga Nohab som ligger i norra delen av Skoftebyn,
I stadsdelen finns fotbollslaget Skoftebyns IF och boxningsklubben Skoftebyns AIS.

## Kända Skoftebybor
- Olle Bengtsson, "Skofteby-Bengtsson", boxare
- Jessica Andersson, "Fame-Jessica", sångare